# Sel, Poivre et Dynamite
Série
One More Time
(1970)
Pour plus de détails, voir Fiche technique et Distribution.
Sel, Poivre et Dynamite (Salt and Pepper) est une comédie américano-britannique réalisée par Richard Donner et sortie en 1968. Le film met en vedette deux des membres du Rat Pack, Sammy Davis, Jr. et Peter Lawford.

## Synopsis
Deux amis, Charles Salt et Christopher Pepper, dirigent une discothèque dans le quartier de Soho dans le « Swinging London ». Ils se retrouvent recherchés par la police après une série de crimes commis dans leur boîte.

## Fiche technique
Sauf indication contraire, les informations mentionnées dans cette section peuvent être confirmées par la base de données cinématographiques IMDb,  présente dans la section « Liens externes ».
- Titre original : Salt and Pepper
- Titre français : Sel, Poivre et Dynamite
- Réalisateur : Richard Donner
- Scénario : Michael Pertwee
- Direction artistique : Don Mingaye
- Décors : Bill Constable
- Costumes : Cynthia Tingey
- Photographie : Ken Higgins
- Montage : Jack Slade
- Musique : John Dankworth
- Producteur : Milton Ebbins

Producteur associé : Ted Wallis
Producteurs délégués : Sammy Davis Jr. et Peter Lawford
- Sociétés de production : Chrislaw Productions et Trace-Mark Productions
- Société de distribution : United Artists (États-Unis)
- Budget : n/a
- Pays d'origine :  États-Unis et  Royaume-Uni
- Langue originale : anglais
- Format : couleur
- Genre : comédie
- Durée : 102 minutes
- Date de sortie[1] :
  - États-Unis : 18 septembre 1968 (New York)

## Distribution
- Sammy Davis, Jr.  (VF : Jacques Balutin)  : Charles « Charlie » Sel (Salt en VO)
- Peter Lawford  (VF : William Sabatier)  : Christopher Poivre (Pepper en VO)
- Michael Bates (VF : Georges Hubert) : l'inspecteur Crabbe
- John Le Mesurier  (VF : Louis Arbessier)  : le colonel Woodstock
- Ilona Rodgers : Marianne Renaud
- Graham Stark  (VF : Jacques Dynam)  : le sergent Walters
- Ernest Clark  (VF : Jean Berger)  : le colonel Balsom
- Mark Singleton  (VF : Jacques Deschamps)  : le « faux » ministre de l'intérieur
- Jeanne Roland : Mai Ling
- Sean Lynch : un joueur de blackjack

## Production
Le tournage a lieu en dans le comté de Hampshire et dans les studios de Shepperton .

## Suite
Jerry Lewis réalise une suite du film, One More Time, sorti en 1970.